# Franz Kuhn
Pour les articles homonymes, voir Kuhn.
Franz Kuhn (1866-1929), est un chirurgien allemand. Il a participé à une amélioration de la qualité et de la sécurité en anesthésie, en particulier par ses contributions à l'intubation trachéale. Il a notamment développé un tube endotrachéal métallique flexible, et utilisé parmi les premiers la ventilation pulmonaire en pression positive lors de la chirurgie thoracique.

## Source
- Franz Kuhn, his contribution to anaesthesia and emergency medicine. Thierbach A., Resuscitation. 2001 Mar; 48(3):193-7